# Invito al viaggio. Concerto per Franco Battiato
Invito al viaggio. Concerto per Franco Battiato è un doppio album tributo live a Franco Battiato, pubblicato il 3 dicembre 2021 da Universal e registrato il 21 settembre 2021 all'Arena di Verona.

## Tracce
CD 1
1. Sonia Bergamasco e Cristina Baggio - Invito al viaggio (Boudlaire-Battiato-Sgalambro)
2. Arisa - Come Away Death (Battiato-Sgalambro)
3. Morgan - Come un cammello in una grondaia (Battiato-Pio)
4. Angelo Branduardi - Il re del mondo (Battiato-Pio)
5. Gianni Morandi - Che cosa resterà di me (Mesopotamia) (Battiato-Pio)
6. Max Gazzè - Un'altra vita (Battiato-Pio)
7. Carmen Consoli - Tutto l'universo obbedisce all'amore (Battiato-Sgalambro)
8. Mahmood - No Time No Space (Battiato-Pio)
9. Cristina Scabbia e Davide Ferrario - Strani giorni (Battiato-Sgalambro)
10. Carlo Guaitoli - Luna indiana (Battiato-Pio)
11. Emma - L'animale (Battiato)
12. Paola Turci - Povera patria (Battiato-Pio)
13. Fiorella Mannoia - La stagione dell'amore (Battiato)
14. Gianni Maroccolo, Andrea Chimenti, Antonio Aiazzi e Beppe Brotto - Aria di rivoluzione / Da Oriente a Occidente (Battiato)
15. Subsonica - Up Patriots to Arms (Battiato-Pio)
16. Bluvertigo - Shock in My Town (Battiato-Sgalambro)
17. Vinicio Capossela - La torre (Battiato-Pio)
18. Extraliscio - Voglio vederti danzare (Battiato-Pio)

CD 2
1. Alice - Io chi sono?
2. Juri Camisasca - Attende Domine (L'esistenza di Dio)
3. Juri Camisasca e Nabil Bey - L'ombra della Luce
4. Eugenio Finardi e Cristina Baggio - L'oceano di silenzio
5. Simone Cristicchi - Lode all'inviolato
6. Alice - La cura
7. Baustelle - I treni di Tozeur
8. Jovanotti e Saturnino - L'era del cinghiale bianco
9. Luca Madonia - Summer On A Solitary Beach
10. Giovanni Caccamo - Gli uccelli
11. Morgan e Fabio Cinti - Segnali di vita
12. Colapesce Dimartino - Bandiera bianca / Sentimiento nuevo
13. Carmen Consoli, Colapesce Dimartino, Giovanni Caccamo, Luca Madonia e Mario Incudine - Centro di gravità permanente
14. Gianna Nannini - Cuccurucucù
15. Vasco Brondi - Magic Shop
16. Enzo Avitabile e Mario Incudine - Stranizza d'amuri
17. Diodato - E ti vengo a cercare